# Star Perú
Star Perú, voorheen bekend als Star Up, is een Peruviaanse luchtvaartmaatschappij met haar thuishaven in Lima. De thuisbasis van de luchtvaartmaatschappij is Jorge Chávez International Airport. Star Perú verzorgt zowel passagiersvluchten als vrachtvluchten.

## Geschiedenis
Star Perú werd in 1998 opgericht als Servicio de Transporte Aéreo Regional door Valentin Kasyanov. Het bedrijf begon met een enkele Antonov An-32 en inmiddels is de vloot uitgebreid naar een totaal van zes vliegtuigen.

## Vloot
De vloot van Star Perú bestaat uit: (april 2009)
- 3 Boeing 737-200
- 2 BAe 146-100
- 1 BAe 146-200